# St. Francis (Wisconsin)
St. Francis é uma cidade localizada no estado norte-americano do Wisconsin, no Condado de Milwaukee.

## Demografia
Segundo o censo norte-americano de 2010, a sua população era de 9365 habitantes.

## Geografia
De acordo com o United States Census Bureau tem uma área de 6,6 km², dos quais 6,6 km² cobertos por terra e 0,0 km² cobertos por água.